# 苏联中央电视台第一套节目
苏联中央电视台第一套节目（俄语：Первая программа ЦТ，简称ЦТ-1）是隶属苏联中央电视台的综合电视频道，面向苏联全国播出，节目涵盖新闻、社会政治、教育、艺术。频道主编室和演播室设于莫斯科奥斯坦金诺电视中心（АСК-1）。

## 历史

### 开播及发展（1939-1967）
苏联在1931年10月1日成立高尔基电视台，开始定期播出电视节目，采用机械电视系统。1939年3月10日，莫斯科电视中心正式开播电视节目，采用电子电视系统，继续使用“高尔基电视台”称呼播出。
1951年3月22日，苏联中央电视演播室（Центральная студия телевидения）成立，负责制作该电视频道的节目，而频道技术部门、莫斯科地区的转播部门，则移交苏联通信部管理，在1960年8月12日又再移交苏联国家电视广播委员会管理，与负责节目制作的苏联中央电视台同属该委员会。
1955年1月1日起，该频道实现每日播出。1956年2月14日苏联中央电视演播室第二套（莫斯科）节目开播后，原有频道改称第一套节目。
1956年，第一套节目开播《最新消息》，从7月份开始每天播出两次。栏目在1960年更名为《电视新闻》，同年5月1日起，每期新闻播报多个事件。1962年，频道首次播出从东方三号和东方四号航天器发回的报道，成为首次太空电视传输。
1955至1960年间，第一套节目的信号逐步覆盖苏联欧洲部分：1955年开始在加里宁格勒州重播，1956年在弗拉基米尔州、梁赞州和图拉州播出，1957年开始在雅罗斯拉夫尔州、卡卢加州和斯摩棱斯克州播出，1958年开始在伊万诺沃州、科斯特罗马州和沃罗涅日州播出，1959年开始在奥廖尔州、库尔斯克州和别尔哥罗德州播出，1960年开始在坦波夫州、利佩茨克州、罗斯托夫州和布良斯克州播出。
1960至1967年间，第一套节目的信号进一步覆盖苏联欧洲部分的自治共和国和其他剩余地区，第一套节目的信号也替代了各地地方电视台的信号：1961年开始在高尔基州、沃洛格达州、莫尔多瓦播出，1962年开始在楚瓦什、北奥塞梯、鞑靼播出，1963年开始在乌德穆尔特、库尔干州和普斯科夫州播出，1964年开始在古比雪夫州播出，1965年开始在奔萨州、萨拉托夫州、达吉斯坦和卡累利阿播出，1966年开始在巴什基尔和奥伦堡州播出，1967年开始在基洛夫州播出。
第一套节目创办了一批连续播出多年的栏目，包括《健康》（1960年开播）、《旅行者俱乐部》（1960年开播）、《趣味和创造力俱乐部》（1961年开播）、《小蓝光》（1962年开播）、《影院全景》（1962年开播）、《音乐亭》（1962年开播）、《乡村时光》（1963年开播）、《闹钟》（1965年开播）、《“十三椅”咖啡馆》（1966年开播）等。1960年代，第一套节目开始播出面向电视观众的电影，第一套节目过去只播出已经在影院上映过的电影，此后也出现连续电视电影，首部是一共4集的《自取其辱》（1965年）。

### 停滞时代和苏联央视的繁荣（1967-1985）
1967年11月2日起，第一套节目利用“轨道”卫星电视系统覆盖苏联全国，并开播面向西伯利亚、远东、哈萨克斯坦、中亚等地区的版本，称为“轨道”节目。
1967年11月，苏联中央电视台迁入奥斯坦金诺电视中心播出，新制作中心设有10个演播室、4个电影摄影棚和一批录制设备，节目制作能力提升，第一套节目因而开播了一批新栏目，包括《为苏联服务》（1967年开播）、《在动物世界中》（1968年开播）、《国际全景》（1969年开播）、《人与法》（1970年开播）、《衷心地》（1971年开播）、《年度歌曲》（1971年开播）、《显而易见——不可思议》（1973年开播）、《第九演播室》（1974年开播）、《早间邮件》（1974年开播）、《ABCDyke》（1975年开播）、《什么？何处？何时？》（1975年开播）、《童话之旅》（1976年开播）、《笑料周边》（1978年开播）、《直到16岁或更大》（1983年开播）。迁入奥斯坦金诺电视中心后，位于沙博洛夫卡街的莫斯科电视中心更名为全联盟电视中心（此后又更名为“十月革命五十周年纪念”电视技术中心），其电视转播部分移交苏联通信部，并更名为全联盟电视及广播转播站。
1968年，荧屏创作组成立，取代了原有的苏联中央电视台电影制作部。荧屏创作组采用自负盈亏的运营方式，制作或委托其他机构制作电视电影、电视剧等。迁入奥斯坦金诺电视中心后，荧屏创作组的电影产量提升（这一时期拍摄的电影有《在中午消失的影子》、《春天的十七个瞬间》、《永恒的呼唤》、《专家的调查》、《为革命而生》、《塔斯社授权宣布……》等），并开始制作动画片和面向儿童的电影。
随着新闻报道机关的增设，苏联中央电视台在1968年于第一套节目推出新闻栏目《时间》，并增加了专题电视影片的制作播出。录制设备的增加也使得直播方式制作的节目大幅减少，只使用播音员、旁白方式播出，直播节目只有特定事件或体育赛事转播。
1971年1月25日，苏联国家电视广播委员会利用“轨道”卫星电视系统，面向哈萨克斯坦部分地区、乌拉尔、中亚开播第一套节目的第二版本，称为“东方”节目，考虑到时差问题，该版本比原版提前2小时。1976年1月1日，苏联中央电视台再推出三个不同版本的第一套节目，分别为“轨道-1”、“轨道-2”、“轨道-3”节目，面向苏联远东地区，分别时移+8、+6、+4小时。至1984年，苏联全国已有92%人口可以收看第一套节目。

### 经济改革时期（1985-1991）
1980年代后半，第一套节目再度出现直播节目，例如《12楼》（1985至1987年）、《观点》（1987至1991年）、《媒体俱乐部》等。而新闻节目安排也有调整，1986年开播早间新闻节目《60分钟》，之后在1987年更名《90分钟》，1988年更名《120分钟》，之后在1991年定型，名为《早晨》。1989年开播《电视新闻服务》栏目，由《120分钟》的主持人主持，每天深夜播出，同年又开播周日新闻栏目《七天》，由爱德华·萨加拉耶夫等人主持，不过栏目在次年停播。
1988年，第一套节目的制作部门重组，节目主编部重组为节目总编部，“荧屏”创作组整合进“联盟电视电影”创作组。同年，为方便电视节目版权售出和购买，苏联电视出口贸易组织、苏联电视影像公司成立。同年，意大利广告代理公司Publitalia '80获准在第一套节目投放商业广告，由苏联中央电视台科普及教育节目主编部剪辑，并在《进步、信息、广告》栏目中播出。在广告收入的支持下，苏联中央电视台开播电视问答节目《幸运机会》。1990年，第一套节目开始播出由苏联VID公司制作的游戏节目《幸运之地》，该节目的模式模仿美国同类节目《幸运之轮》，不过未获授权。《幸运之地》开播后迅速成为苏联最受欢迎的电视节目之一。
1991年2月8日，全联盟国家电视广播公司成立，取代原先的苏联国家电视广播委员会。列昂尼德·克拉夫琴科担任该机构的主席后，第一套节目的《电视新闻服务》、《观点》、《媒体俱乐部》、《午夜前后》一度停播，直至8月27日叶戈尔·雅科夫列夫接任该机构主席、爱德华·萨加拉耶夫接任第一副主席和总经理后，《电视新闻服务》的员工回归电视台并恢复节目播出，《观点》、《媒体俱乐部》、《午夜前后》也恢复播出。在《电视新闻服务》的基础上，同年11月1日，电视资讯局（Информационное телевизионное агентство, ИТА）成立，取代了原先负责制作第一套节目新闻栏目的资讯节目演播室。电视资讯局由原《时间》节目高级编辑鲍里斯·内波姆尼亚奇担任局长，部分原先任职资讯节目演播室的员工也加入电视资讯局。
八一九事件期间，在国家紧急状态委员会的命令下，第一套节目一度停播除新闻外的所有节目，改播《天鹅湖》。

### 停播
苏联解体后，1991年12月27日，俄罗斯联邦总统签署行政命令，撤销全联盟国家电视广播公司，并在其基础上成立奥斯坦金诺电视广播公司，苏联中央电视台第一套节目自即日起停播，由奥斯坦金诺第一频道替代。原先负责制作第一套节目栏目的机构在次年1月至3月间陆续改组，并归入奥斯坦金诺电视广播公司。